# Campionato cipriota di calcio a 5 2007-2008
Il Campionato cipriota di calcio a 5 2007-2008 è stato il nono campionato cipriota di calcio a 5 ed è stato giocato nella stagione 2007-08. Dopo il girone di play-off, la vittoria finale è andata al Parnassos.

## Stagione regolare
| Pos | Squadra                | Pti | G  | V  | N | P  | GF | GS  |
| --- | ---------------------- | --- | -- | -- | - | -- | -- | --- |
| 1   | Parnassos              | 36  | 14 | 11 | 3 | 0  | 71 | 19  |
| 2   | AGBU Ararat            | 33  | 14 | 10 | 3 | 1  | 98 | 31  |
| 3   | G.C. School Nicosia    | 24  | 14 | 7  | 3 | 4  | 41 | 23  |
| 4   | Omonia Nicosia         | 22  | 13 | 7  | 1 | 5  | 65 | 60  |
| 5   | Livadiakos Larnaca     | 17  | 14 | 5  | 2 | 7  | 53 | 60  |
| 6   | Cyprus College Nicosia | 16  | 14 | 4  | 4 | 6  | 35 | 62  |
| 7   | EAS Nicosia            | 6   | 13 | 1  | 3 | 9  | 43 | 74  |
| 8   | Prometheas Nicosia     | 1   | 14 | 0  | 1 | 13 | 23 | 100 |

- La partita del sesto turno tra EAS Nicosia e l'Omonoia Nicosia è stata annullata.

|  | Play-off |
|  | Play-out |

## Play-off
| Pos | Squadra             | Pti | G  | V  | N | P  | GF  | GS |
| --- | ------------------- | --- | -- | -- | - | -- | --- | -- |
| 1   | Parnassos           | 51  | 20 | 16 | 3 | 1  | 94  | 33 |
| 2   | AGBU Ararat         | 48  | 20 | 15 | 3 | 2  | 127 | 48 |
| 3   | G.C. School Nicosia | 28  | 20 | 8  | 4 | 8  | 55  | 40 |
| 4   | Omonia Nicosia      | 23  | 19 | 7  | 2 | 10 | 80  | 93 |

## Playout
| Pos | Squadra                | Pti | G  | V | N | P  | GF | GS  |
| --- | ---------------------- | --- | -- | - | - | -- | -- | --- |
| 1   | Cyprus College Nicosia | 27  | 19 | 7 | 6 | 6  | 55 | 78  |
| 2   | Livadiakos Larnaca     | 26  | 19 | 8 | 2 | 9  | 81 | 72  |
| 3   | EAS Nicosia            | 11  | 18 | 2 | 5 | 11 | 64 | 99  |
| 4   | Prometheas Nicosia     | 4   | 19 | 1 | 1 | 17 | 36 | 129 |